# Danny Chan Kwok-kwan
Danny Chan Kwok Kwan (Cinese tradizionale:陈国坤) (Hong Kong, 1º agosto 1975) è un attore e coreografo cinese.
È anche un cantante e leader del gruppo rock Poet. Ha partecipato a due film di Stephen Chow, Shaolin Soccer e Kung Fusion.
Per la sua somiglianza con la leggenda del kung fu Bruce Lee, è stato scelto per interpretarlo nel telefilm La leggenda di Bruce Lee, nel film del 2015 Ip Man 3 e nel suo sequel del 2019, Ip Man 4.
Danny Chan è anche un'appassionato di arti marziali, pratica Jeet Kune Do, Taekwondo e Wushu.

## Filmografia

### Film
- Lost Boys in Wonderland (1995)
- Young and Dangerous 3 (1996)
- Sealed with a Kiss (1999)
- The Legend of Speed (1999)
- Shaolin Soccer (2001)
- Bullets of Love (2001)
- Fighting to Survive (2002)
- Cacciatori di Vampiri (2002)
- Kung Fusion (2004)
- Where Is Mama's Boy? (2005)
- I'll Call You (2006)
- It's a Wonderful Life (2007)
- Kung Fu Fighter (2007)
- My Wife Is a Gambling Maestro (2008)
- The Luckiest Man (2008)
- All's Well Ends Well 2009 (2009)
- Just Another Pandora's Box (2010)
- Ice Kacang Puppy Love (2010)
- Ip Man 3 (2015)
- Ip Man 4 (2019)

### Serie TV
- Hala (2005)
- Kung Fu Beggar (2007)
- God of Cookery (2008)
- La leggenda di Bruce Lee (2008)
- The Great Rescue (2011)
- Twin of Brothers (2012)
- OCTB (2017)